# Carmina Quartett
Das Carmina Quartett ist ein schweizerisches Streichquartett, das im Jahr 1984 gegründet wurde. Zu diesem Instrumentalquartett gehören Matthias Enderle und Susanne Frank † 29. September 2017 (Violine), Wendy Champney (Viola) und Stephan Goerner (Violoncello). Seit 2018 musiziert Agata Lazarczyk an der zweiten Geige und Chiara Enderle am Cello. 
Konzertreisen führten das Quartett an verschiedene Orte in der Schweiz und durch das weltweite Ausland: nach Stuttgart, Würzburg, Berlin, Wien, London, Paris, Rom, Sevilla, Budapest, New York, Buenos Aires, Tel Aviv, Hongkong, Tokyo u. a.
Als „Quartet in Residence“ an der Musikhochschule Zürich/Winterthur gibt das Carmina Quartett seine Erfahrungen an den Nachwuchs weiter.

## Repertoire
Das Repertoire des Carmina Quartetts umfasst die Streichquartette und verwandte Stücke der Komponisten von der Klassik bis zur Moderne: Joseph Haydn, Wolfgang Amadeus Mozart, Ludwig van Beethoven, Franz Schubert, Juan Crisóstomo de Arriaga, Felix Mendelssohn Bartholdy, Robert Schumann, Bedřich Smetana, Johannes Brahms, Peter Tschaikowsky, Antonín Dvořák, Claude Debussy, Ottorino Respighi, Karol Szymanowski, Alban Berg, Othmar Schoeck, Dmitri Schostakowitsch, Peter Mieg, Rolf Urs Ringger, Paul Giger, Alfred Zimmerlin, Daniel Schnyder, Charles Uzor u. a.

## Auszeichnungen
Die CD-Aufnahmen wurden mit renommierten Auszeichnungen bedacht: Gramophone Award, Diapason d’or, Choc de Classica, Preis der deutschen Schallplattenkritik, Grammy-Award-Nominierung.